# Año Internacional de los Desiertos y la Desertificación
2006 fue proclamado  Año Internacional de los Desiertos y la Desertificación por la Asamblea General de las Naciones Unidas mediante la resolución A/RES/58/211, adoptada el 23 de diciembre de 2003.  La designación se realizó en el marco de la Convención de las Naciones Unidas de lucha contra la desertificación, con el objetivo de aumentar la concienciación sobre el impacto de la desertificación y la degradación de las tierras en el desarrollo sostenible, especialmente en regiones afectadas como África.
La proclamación del año también tuvo como base el Plan de Aplicación de Johannesburgo sobre desarrollo sostenible y la Iniciativa en pro del medio ambiente de la Nueva Alianza para el Desarrollo de África (NEPAD). La ONU reconoció la necesidad de proteger la biodiversidad de los desiertos y preservar los conocimientos tradicionales de las comunidades indígenas y locales afectadas por la desertificación.

## Actividades y alcance
El Secretario Ejecutivo de la Convención de las Naciones Unidas de lucha contra la desertificación (UNCCD, por sus siglas en inglés) fue designado como coordinador del Año, en colaboración con diversas agencias de la ONU, entre ellas el Programa de las Naciones Unidas para el Medio Ambiente (PNUMA), el Programa de las Naciones Unidas para el Desarrollo (PNUD) y el Fondo Internacional de Desarrollo Agrícola (FIDA).
Se invitó a todos los países a establecer comités nacionales y coordinar actividades que promovieran la lucha contra la desertificación. Además, la resolución alentó a los Estados miembros y organizaciones internacionales a apoyar iniciativas dirigidas a combatir la degradación de tierras, con especial énfasis en los países africanos y los menos desarrollados. También se incentivó a las naciones a contribuir financieramente a la UNCCD, facilitando la implementación de programas y proyectos en conmemoración del Año.
Durante 2006, se llevaron a cabo múltiples eventos y campañas a nivel global para destacar la importancia de los desiertos y la necesidad de políticas efectivas para la gestión sostenible de los ecosistemas áridos. La ONU solicitó un informe sobre el estado de los preparativos y actividades desarrolladas en el marco de esta conmemoración.